# Sfântul Gheorghe împușcă balaurul
Sfântul Gheorghe împușcă balaurul (St. George Shoots the Dragon,în sârbă Свети Георгије убива аждаху, Sveti Georgije ubiva aždahu) este un film sârb dramatic de război, regizat de Srđan Dragojević și scris de Dušan Kovačević. Filmările au avut loc în 2007 în Serbia, Republika Srpska (Bosnia și Herțegovina) și Bulgaria. Filmul a avut premiera la 11 martie 2009.
Cu un buget de aproximativ 5 milioane de euro, a fost una dintre cele mai scumpe producții ale cinematografiei sârbe până în prezent. O parte din fonduri au fost donate de guvernele Serbiei (1,55 milioane EUR) și al Republicii Srpska (750 000 EUR), care au considerat că filmul este de importanță națională. 
Scenariul lui Kovačević se bazează pe piesa sa de teatru omonimă din 1984, care a fost pusă în scenă cu mare succes la teatrul Atelje 212 din Belgrad și la Teatrul Național Sârb din Novi Sad.

## Intrigă
Filmul începe cu Regatul Serbiei, ca parte a Ligii Balcanice, luptând cu forțele otomane în timpul Primului Război Balcanic din 1912 și se încheie cu izbucnirea Primului Război Mondial în 1914; și anume, bătălia crucială  de pe Muntele Cer, care a fost prima victorie a Antantei în primul război mondial. Sfântul Gheorghe împușcă balaurul are loc în mare parte în și în jurul unui sat mic, lângă râul Sava, aproape de granița Serbiei cu Austro-Ungaria. 
Satul este divizat profund între bărbații cu putere de muncă, care sunt potențiali recruți ai armatei și mulți veterani cu dizabilități din precedentele războaie balcanice; astfel încât există o animozitate amară între cele două grupuri, care nu se amestecă foarte mult între ele, chiar dacă trăiesc în același sat. 
Tema centrală a filmului este un triunghi amoros între jandarmul satului, Đorđe Žandar, soția sa Katarina și tânărul veteran de război cu handicap, Gavrilo, care a fost logodit anterior cu Katarina înainte de a merge la război unde și-a pierdut brațul în luptă; și odată cu brațul și-a pierdut și pofta de viață. Chiar dacă între timp Katarina s-a căsătorit cu Đorđe, ea are are sentimente pentru Gavrilo, care este o sursă de fricțiune între cei doi. 
La începutul Primului Război Mondial, toți bărbații în putere din sat sunt recrutați pentru luptă. Au rămas în sat doar femei, copii și veterani cu dizabilități din războaiele anterioare din Balcani. Pe front au început să circule zvonuri conform cărora invalizii din sat încearcă să profite de situație, încercând să se dea la femeile din sat – soțiile și surorile bărbaților recrutați. Aceste zvonuri îi fac pe sătenii din prima linie a frontului să se plângă comandanților lor, iar pentru a preveni răscoala personalului armatei se decide recrutarea și a invalizilor pentru a fi trimiși în prima linie a frontului.

## Distribuție
- Lazar Ristovski – Đorđe Žandar
- Milutin Milošević – Gavrilo Vuković
- Radoslav Milošević – Gavrilo Vuković (înainte de a-și pierde brațul stâng)
- Nataša Janjić – Katarina
- Bora Todorović – Aleksa Vuković
- Zoran Cvijanović – Mile Vuković
- Dragan Nikolić – Preot
- Boris Milivojević – Rajko Pevac
- Branislav Lečić – căpitan Tasić
- Mladen Andrejević – Profesorul Mićun
- Srđan Timarov – Mikan
- Predrag Vasić – Vane orfanul
- Bojan Žirović – Žoja
- Milica Ostojić – Prima soră
- Milena Dravić – Mătușă
- Milena Predić – Jelena
- Slobodan Ninković – Ninko Belotić
- Stefan Danailov – Minta Ciganin
- Duško Malalica – Gavrilo Princip
- Dejan Zorić – Dojko Žandar
- – Ferdinand al Austriei
- – Ducesa Sophie

## Producție
În 1998, Dragojević a prezentat o imagine sumbră și critică a vieții în Serbia din timpul lui Slobodan Milošević, în filmul Rane (Rănile), care a fost un alt succes critic pentru tânărul regizor. Lansat în mai 1998 și, la fel ca majoritatea producțiilor locale, finanțat în mare parte de instituțiile statului, cum ar fi radiodifuzorul de stat RTS, filmul a obținut un răspuns sever din partea elementelor guvernamentale care nu apreciau portretizarea brutală de către regizor a Serbiei din timpul lui Milošević. Cu toate că nu a fost interzis filmul în întregime, acest răspuns a avut un impact sever asupra ciclului său de promovare, presa publicată de stat și  presa electronică refuzând să difuzeze reclamele filmului Rane. În timpul promovării în circuitul festivalelor de film din America de Nord, Dragojević și-a exprimat îngrijorarea că nu i se va permite să continue producția de filme în Serbia din timpul lui Milošević. Aceste temeri nu s-au dovedit nefondate, deoarece încercările sale de a strânge fonduri pentru ecranizarea piesei de teatru din 1984 a lui Dušan Kovačević, Sfântul Gheorghe împușcă balaurul au fost zadarnice. Astfel, producătorii au solicitat finanțare de două ori, în 1998 și în 2001, dar au fost refuzați, înainte ca o finanțare majoritar a statului să fie asigurată în 2007.
Compania de producție a filmului a fost o persoană juridică ad hoc numită „Sveti Georgije ubiva aždahu” - o companie unică înregistrată și înființată în scopul realizării acestui film. Ca fondatori și proprietari, au fost următoarele firme: Zillion Film (companie de producție deținută de Lazar Ristovski), Yodi Movie Craftsman (deținută de Zoran Cvijanović și Milko Josifov), Delirium Film (deținută de Srđan Dragojević) și Maslačak Film (deținută de Biljana Prvanović). Alte entități de producție implicate au fost Oskar Film din Banja Luka și Camera din Bulgaria. 
Pe lângă guvernele Serbiei (condus de prim-ministrul Koštunica și ministrul culturii, Dragan Kojadinović) și cel al Republicii Srpska (condus de premierul Milorad Dodik) care au donat un total de 2,25 milioane EUR, finanțarea suplimentară a filmului a provenit din fondul Eurimages care a contribuit cu 400.000 €, Ministerul Sârb al Culturii și Consiliul executiv al provinciei autonome Voivodina.
Filmul a avut 92 de zile de filmare (50 dintre ele filmări de noapte) pe tot parcursul verii și toamna anului 2007 în locuri din Serbia, Republika Srpska (Bosnia și Herțegovina) și Bulgaria. Filmările au început la 18 iulie 2007 și au fost terminate la 5 decembrie 2007. Pentru filmările din Serbia, un sat întreg a fost construit în stilul începutului de secol XX, în Districtul Banatul de Sud, lângă Dunele Deliblat, cu interioare complete și detaliate create de cinematograful Miljen „Kreka” Kljaković. În Republika Srpska, filmările au avut loc în Omarska, lângă Prijedor, unde a fost recreată Bătălia de pe Muntele Cer. Filmul a avut premiera la 11 martie 2009.

### Controversă
Inițial pentru rolul tânărului invalid de război Gavrilo a fost ales Sergej Trifunović. Cu toate acestea, în timp ce filmul era pe punctul de a intra în producție, o dispută privind creația filmului a izbucnit între el și Lazar Ristovski, unul dintre producătorii filmului care, în plus, joacă și rolul jandarmului Đorđe. Din această cauză, Trifunović a fost concediat efectiv din film, iar tânărul Milutin Milošević a fost distribuit în rolul lui Gavrilo. 
Spre sfârșitul filmărilor, cinematograful Miljen „Kreka” Kljaković a părăsit nemulțumit platourile de filmare: se pare că nu i-a fost plătită în întregime suma convenită în contractul său.

## Primire
Filmul a provocat o reacție negativă din partea opoziției. Partidul Progresist Sârb (SNS), din opoziție, a acuzat scenariul de „falsificarea faptelor [istorice]”. De asemenea, dramaturgul Radoslav Pavlović, membru SNS, s-a plâns de libertățile istorice oe care le-au luat creatorii filmului, și anume înfățișarea veteranilor invalizi care sunt recrutați pentru luptă - un eveniment despre care nu există dovezi istorice că s-ar fi întâmplat.  
Istoricul Predrag J. Marković a descris filmul drept un exemplu de „auto-șovinism ”, termen pe care l-a definit ca fiind „ura față de propriul popor”. Marković a adăugat: "Acest proiect a provocat daune groaznice, care au consumat resurse enorme atât din Serbia, cât și din Republika Srpska, pentru a-i înfățișa pe soldații sârbi ca niște monștri ciudați și poporul sârb ca fiind de o prostie imorală. Acest lucru poate fi legitim sub licența libertății artistice, dar este de neînțeles faptul că statul sârb ar susține financiar un film de genul acesta. Este un alt exemplu al faptului că, atunci când este vorba de noi (sârbii), singurele ideologii de durată sunt prostia și neglijența".

### Recepție critică
Serbia
Lansat la mijlocul lunii martie 2009 în Serbia și Republika Srpska (11 martie la Belgrad, 12 martie la Banja Luka și 13 martie la Niš) pentru o largă acoperire media, filmul a primit recenzii mai calde. 
După două săptămâni de la lansarea cinematografică, filmul a avut 67.032 de spectatori în Serbia. Până la sfârșitul proiecției sale cinematografice în Serbia, filmul a avut 125.000 de spectatori care au cumpărat bilete, cu încasări de 325.265 de dolari în Serbia, mult mai puțin decât așteptările echipei de producție a filmului.
Altele
Recenziile critice recente occidentale au fost ceva mai pozitive.
După ce l-a văzut la Festivalul Mondial de Film de la Montreal din 2009, Dennis Harvey de Variety a scris o recenzie călduroasă, lăudându-l oarecum pe Dragojević pentru „regizarea poveștii zgomotoase și pline de culoare, într-o modă colorată și încrezătoare, amintind uneori de grozavul grotesc al lui Emir Kusturica Underground (o altă adaptare a lui  Dusan Kovačević dar ceva mai reușită, cu actorul Lazar Ristovski, de asemenea), subliniind „că toată chestia pare mai degrabă schematică decât simțită” și identificând cea mai mare problemă a filmului ca fiind romantismul său central, care nu este „ convingător și nici atrăgător”.
Criticul Stephen Farber, care scrie pentru Reuters, a remarcat că: „pe măsură ce filmul se transformă într-o dramă anti-război pătrunzătoare, acesta devine mult mai puternic. Regizorul Srdjan Dragojevic, care a realizat Lepa sela lepo gore (eng.: Pretty Village, Pretty Flame) în 1996, demonstrează un talent incontestabil. Scenele de luptă surprind haosul și brutalitatea războiului în tranșe, iar finalul marchează un doliu puternic. Cinematografia este bogată, iar coloana sonoră mărește impactul filmului. Cu toate că este ușor să te plictisești la primele scene ale Sfântului Gheorghe împușcă balaurul, o concluzie care te bântuitoare însoțește spectatorul.”
Filmul a fost propunerea sârbă pentru cel mai bun film străin la a 82-a ediție a premiilor Oscar, dar nu a ajuns pe lista finală. 

## Trivia
Filmul Sfântul Gheorghe împușcă balaurul se bazează pe o piesă de teatru cu același nume foarte apreciată care a fost scrisă în 1984 de Dušan Kovačević, care a scris și scenariul filmului.
Dušan Kovačević susține că filmul este bazat pe o poveste adevărată, care i-ar fi fost spusă de bunicul său Cvetko Kovačević, care era un băiat la debutul primului război mondial. Bunicul său ar fi transportat răniți și soldați uciși cu un car de boi la un spital militar de campanie înființat lângă orașul Šabac în timpul bătăliei de pe Muntele Cer. Cu toate acestea, nu există nicio dovadă istorică pentru afirmațiile lui Kovačević potrivit cărora persoanele cu dizabilități ar fi fost recrutate și trimise în primele linii ale frontului de către Serbia în timpul primului război mondial.
Titlul de lucru al filmului în limba engleză a fost o traducere literală a titlului sârb; St. George Slays the Dragon. Ulterior, a fost modificat ca St. George Shoots the Dragon pentru a reflecta o scenă în care un personaj solicită ca Sfântul Gheorghe să tragă și să scufunde o barcă de patrulare austriacă de pe râul Sava.

## Miniserie TV
Radioteleviziunea din Serbia a difuzat o miniserie TV în șase părți bazată pe film, după premiera acestuia, ca parte a marcării a 90 de ani de la sfârșitul Primului Război Mondial.